# Congregación Hidalgo, Acayucan
Congregación Hidalgo är en ort i Mexiko.   Den ligger i kommunen Acayucan och delstaten Veracruz, i den sydöstra delen av landet, 500 km öster om huvudstaden Mexico City. Congregación Hidalgo ligger 82 meter över havet och antalet invånare är 1 370.
Terrängen runt Congregación Hidalgo är platt. Runt Congregación Hidalgo är det ganska tätbefolkat, med 108 invånare per kvadratkilometer. Närmaste större samhälle är Acayucan, 6,1 km öster om Congregación Hidalgo. Omgivningarna runt Congregación Hidalgo är en mosaik av jordbruksmark och naturlig växtlighet.